# لکه بزرگ سفید

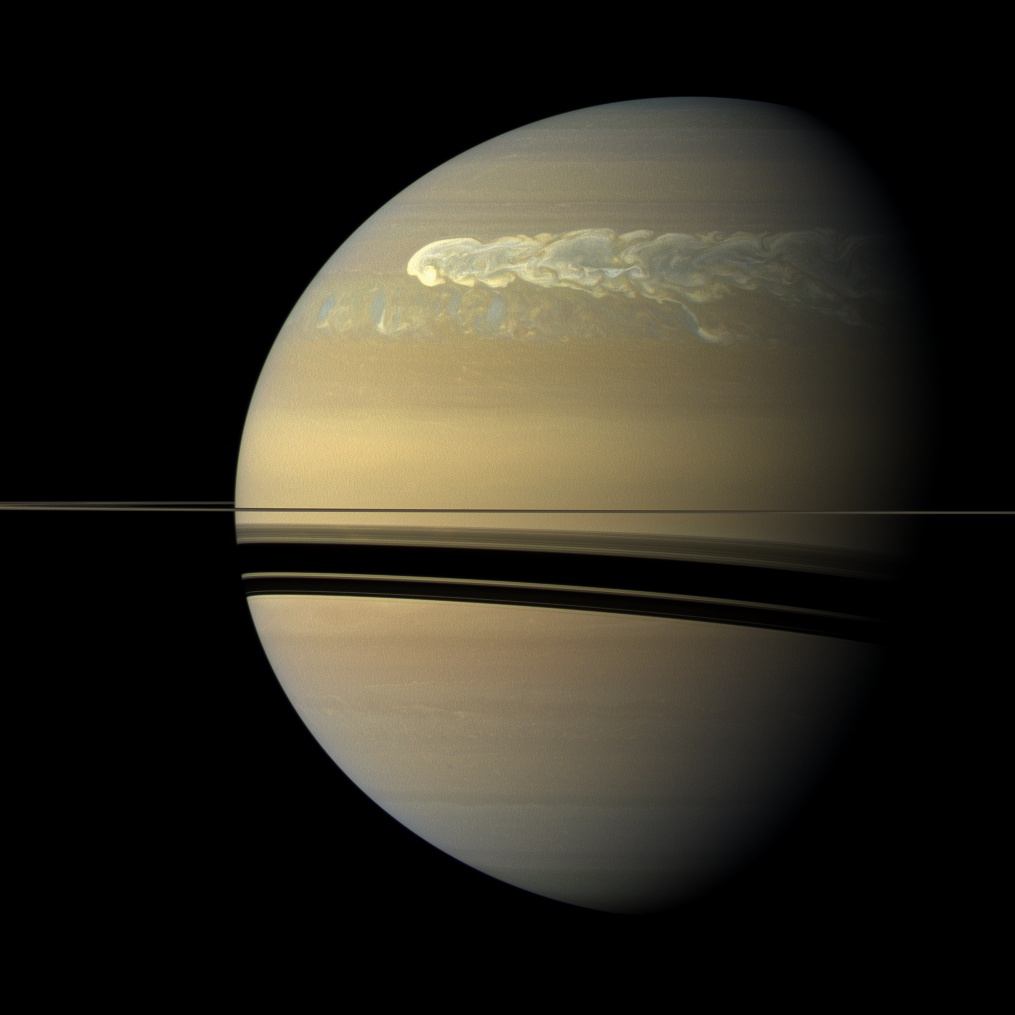
لکه سفید بزرگ زحل.

لکه سفید بزرگ زحل، توده چرخان گازی است که نخستین بار ستاره‌شناسی آماتور در سپتامبر سال ۱۹۹۰ در استوای زحل دید. این لکه ابتدا در نزدیکی استوای زحل و کوچک و بادامی شکل بود تا وقتی یک ماه بعد تلسکوپ فضایی هابل به سوی زحل نشانه رفت و از این طوفان که پهنای آن به ده برابر زمین رسیده بود، عکس برداری کرد.